# Chim (estado)
Chim (em birmanês: Chin) é um estado da Birmânia (ou Mianmar), cuja capital é Hakha. Segundo censo de 2019, havia 516 752 habitantes.